# 1991 في فنلندا
فيما يلي قوائم الأحداث التي وقعت خلال عام 1991 في فنلندا.

## سياسة

### تعيين في المنصب
- 22 مارس – بآفو ليبونن عضو برلمان فنلندا  [لغات أخرى]‏.

### انتهاء فترة المنصب
- 26 أبريل – إليزابت رين Minister of Defence (Finland) [الإنجليزية]‏.
- 26 أبريل – تاريا هالونن وزير العدل [الإنجليزية]‏.
- 26 أبريل – هاري هولكيري رئيس وزراء فنلندا.

## ظهور
- 1 يناير – هيم

## مواليد

### يونيو
- 11 يونيو – ساسو سالين لاعب كرة سلة فنلندي.[1]

## وفيات

### يناير
- 14 يناير – إيرفن غودمان (مواليد 1943) مغني فنلندي.

### مارس
- 12 مارس – رانيار غرانيت (مواليد 1900)[2]